# Antonio Imerti
Antonio Imerti, detto nano feroce (Villa San Giovanni, 22 agosto 1946), è un mafioso italiano, boss dell'omonima cosca della 'ndrangheta che controllava la zona di Fiumara di Muro, paese vicino a Reggio Calabria.

## Biografia
Nel 1983 si sposa con Giuseppina Condello, sancendo così un'alleanza con la famiglia Condello, ai tempi affiliati ai De Stefano.
L'11 ottobre 1985 i De Stefano, temendo una forte destabilizzazione del potere, tentarono di assassinare con una bomba Antonio Imerti, uccidendo però solo le sue tre guardie del corpo.
Solo due giorni dopo, gli Imerti rispondono con l'omicidio di Paolo De Stefano, capobastone di Reggio Calabria. Questo evento fu la miccia che diede inizio alla seconda guerra di 'ndrangheta che vide contrapposti da una parte la cosca Rosmini-Condello-Imerti e dall'altra la cosca De Stefano-Tegano. In sei anni, a causa di questa faida, verranno assassinate ben 600 persone.
Il 7 luglio 1986 l'Imerti scampò a un altro tentativo di assassinarlo, e da allora si diede alla latitanza. Fu arrestato a Reggio Calabria solo il 23 marzo 1993, insieme a suo cognato, Pasquale Condello. I giornali ipotizzarono che Antonio Imerti, essendo contrario alla pax mafiosa stava perdendo potere all'interno della 'ndrina, per cui avrebbe potuto essere stato ucciso da suo cognato, Pasquale Condello . Durante la latitanza venne condannato all'ergastolo e a 15 anni di carcere per omicidio e associazione mafiosa.
Il 27 marzo 2012 il Ministero della giustizia, su richiesta della Direzione distrettuale antimafia di Reggio Calabria, dispone il carcere duro per il boss.
Il 28 luglio 2021 è stato scarcerato dopo 28 anni e sottoposto al regime di libertà vigilata.